# Evangeline (альбом Эммилу Харрис)
Evangeline — студийный альбом американской певицы Эммилу Харрис, выпущенный в 1981 году на рекорд-лейбле Warner Bros. Records. Релиз достиг строчки № 5 в Top Country Albums и № 22 в Billboard 200. Наиболее удачный сингл «Mister Sandman» вошёл в Топ-10 Hot Country Songs и Топ-40 Hot 100. Пластинка стала коммерчески успешной, но представленную на ней подборку материала критики сочли сумбурной и не отвечающей стандартам качества Харрис.

## Альбом
Пластинка состояла в основном из остатков материала от прошлых рекорд-сессий, в том числе записанного с Долли Партон и Линдой Ронстадт в 1978 году для их совместного проекта Trio. Последний тогда был отменен (воплотившись в жизнь почти через 10 лет), а пара композиций в исполнении троицы оказались на альбоме Evangeline: хит 1950-х годов «Mister Sandman» и заглавная «Evangeline» из репертуара The Band. Помимо них, на пластинке выделялась баллада «Spanish Johnny», спетая Харрис дуэтом с Уэйлоном Дженнингсом, а также интерпретация джазового стандарта «How High the Moon» из репертуара Эллы Фитцджеральд. Здесь же были треки Родни Кроуэлла «I Don’t Have to Crawl» и «Ashes By Now» с синтезаторами и рок-гитарами в калифорнийской манере и непривычно верный оригиналу кавер «Bad Moon Rising» Джона Фогерти. Картину дополняла прочувствованная версия песни «Millworker» Джеймса Тейлора.

## Релиз
Evangeline достиг строчки № 5 в Top Country Albums и № 22 в Billboard Top LPs & Tape. В его поддержку вышло два заметных сингла. Так, песня «Mister Sandman» попала на позицию № 10 в Hot Country Songs и одновременно № 37 в поп-чарте Hot 100. В отличие от альбомной версии, на сингле Харрис из-за правовых нюансов одна спела все три партии. Трек «I Don’t Have to Crawl» занял строчку № 44 в Hot Country Songs. На обе композиции были сняты видеоклипы, дебютировавшие в телепередаче Midnight Special. Пластинка обеспечила Харрис очередной коммерческий успех, перешагнув рубеж в 500 тыс. проданных копий в первый год. Тем не менее Evangeline оказался последним золотым альбомом в карьере певицы. Критики проект не одобрили, сочтя представленную на нём подборку материала сумбурной и лишённой целостности. Закрепить репутацию данного альбома как не отвечающего высоким стандартам качества Харрис помог и тот факт, что его общая длительность едва превышала полчаса. Evangeline не издавался на CD вплоть до 2013 года, когда вошёл в коллекцию Original Album Series Vol.2 из пяти релизов Харрис 1980-х годов.

## Трек-лист
| №   | Название                                                            | Автор(ы)                     | Длительность |
| --- | ------------------------------------------------------------------- | ---------------------------- | ------------ |
| 1.  | «I Don’t Have to Crawl»                                             | Родни Кроуэлл                | 3:46         |
| 2.  | «How High the Moon»                                                 | Морган Льюис, Nancy Hamilton | 3:21         |
| 3.  | «Spanish Johnny» (с Уэйлоном Дженнингсом)                           | Пол Сибел                    | 3:50         |
| 4.  | «Bad Moon Rising»                                                   | Джон Фогерти                 | 2:40         |
| 5.  | «Evangeline» (вокальные гармонии Долли Партон и Линды Ронстадт)     | Робби Робертсон              | 3:09         |
| 6.  | «Hot Burrito #2»                                                    | Грэм Парсонс, Крис Этридж    | 3:04         |
| 7.  | «Millworker»                                                        | Джеймс Тейлор                | 4:03         |
| 8.  | «Oh Atlanta»                                                        | Билл Пэйн                    | 2:58         |
| 9.  | «Mister Sandman» (вокальные гармонии Долли Партон и Линды Ронстадт) | Пэт Баллард                  | 2:20         |
| 10. | «Ashes by Now»                                                      | Родни Кроуэлл                | 4:24         |

## Музыканты
- Брайан Ахерн — акустическая гитара, электрогитара, арктоп-гитара, гитара с жильными струнами, шестиструнный бас, бубен
- Хэл Блэйн — ударные
- Mike Bowden — бас
- Дэвид Бриггс — фортепиано
- Тони Браун — фортепиано
- Джеймс Бёртон — электрогитара
- Родни Кроуэлл — акустическая гитара, электрогитара
- Хэнк Девито — педал-стил
- Джерри Даглас — добро
- Steve Fishell — добро
- Амос Гарретт — электрогитара
- Эмори Горди — бас
- Глен Хардин — электропианино
- Эммилу Харрис — вокал, акустическая гитара, бэк-вокал
- Уэйлон Дженнингс — дуэт-вокал
- Don Johnson — фортепиано, бэк-вокал
- Lynn Langham — синтезатор
- Альберт Ли — электрогитара, фортепиано
- Dave Lewis — ударные
- Лэрри Лондайн — ударные
- Долли Партон — бэк-вокал
- Билл Пэйн — фортепиано, электропианино
- Херб Педерсен — бэк-вокал
- Микки Рафаэль — гармоника
- Мак Риббинек — фортепиано
- Фрэнк Рекард — акустическая гитара, электрогитара
- Тони Райс — акустическая гитара, бэк-вока
- Линда Ронстадт — бэк-вокал
- Craig Safan — string arrangements
- Рики Скэггс — акустическая гитара, фиддл, мандолина, бэк-вокал
- Бэрри Ташиян — бэк-вокал
- Джон Уэйр — ударные, перкуссия
- Шерил Уайт — бэк-вокал
- Шэрон Уайт — бэк-вокал

## Техперсонал
- Брайан Ахерн — продюсер, звукоинженер
- Donivan Cowart — звукоинженер
- Bradley Hartman — звукоинженер
- Stuart Taylor — звукоинженер

## Позиции в хит-парадах
| Хит-парад (1981)                  | Высшая позиция |
| --------------------------------- | -------------- |
| США, Billboard Top Country Albums | 5              |
| США, Billboard 200                | 22             |